# 等角共役

3本の角の二等分線は内心 Iで交わる
Pと各頂点を結ぶ直線
青い線を角の二等分線で鏡映した線（等角共役線）、Pの等角共役点 P*で交わる

三角形の内側の点を等角共役による変換

幾何学において、等角共役（とうかくきょうやく、英:isogonal conjugate,isogonal conjugation）は、三角形△ABCと点Pについて、A, B, Cの角の二等分線で、直線PA, PB, PCを鏡映した線の交点P*のこと、またはPとP*の関係である。
A, B, Cの角の二等分線で、直線PA, PB, PCを鏡映した線（等角共役線、isogonal lines）が一点で交わることはチェバの定理の逆で示すことができる。 Pに対して、P*を等角共役、または等角共役点と言う。P*の等角共役点はPである。

## 例
- 内心と傍心の等角共役点はその点自身である。
- 垂心Hの等角共役点は外心Oである。
- 重心Gの等角共役点は類似重心Kである（類似重心の定義）。
- フェルマー点の等角共役点は等力点である。
- 2つのブロカール点は互いに等角共役である。

## 性質
三線座標系で、{\displaystyle X=x:y:z} とする。ただし{\displaystyle X}は頂点でないとする。{\displaystyle X}の等角共役点は{\displaystyle {\tfrac {1}{x}}:{\tfrac {1}{y}}:{\tfrac {1}{z}}}である。 故に、Xの等角共役点はX –1で表されることもある。三角形の中心の集合Sで三線座標の積（trilinear product）は以下の式で定義される。
{\displaystyle (p:q:r)*(u:v:w)=pu:qv:rw,}
したがってSをアーベル群として見ると、Xの逆元はX –1である。
関数としての等角共役として、等角共役は直線や円にも適用できる。直線の等角共役は外接円錐曲線になる。直線が外接円とそれぞれ0,1,2点で交わるとき、その等角共役は楕円、放物線、双曲線となる。例えばブロカール軸、オイラー線の等角共役はそれぞれキーペルト双曲線、ジェラベク双曲線である。外接円の等角共役は無限遠直線である。
幾つかの有名な三次曲線（ノイベルグ三次曲線や17点3次曲線、McCay Cubic）はXとX –1がともに線上にある三次曲線（自己等角共役、self-isogonal-conjugate）である。

## 他の定義

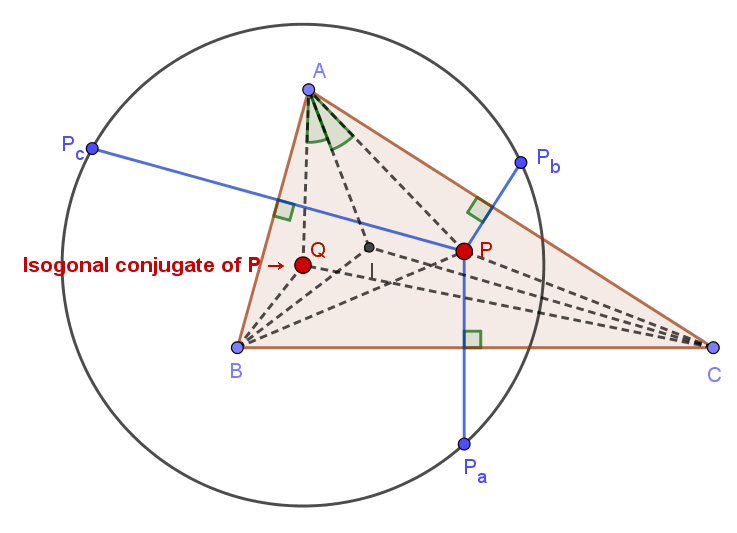
等角共役点の2つ目の定義

PをBC, CA, ABで鏡映した点をPa, Pb, Pcとする。円PaPbPcの中心はPの等角共役点である。これはPの垂足円の中心が、その等角共役点との中点となるためである。

## 一般化
2021年、ダオ・タイン・オアイ（Dao Thanh Oai）は、等角共役の一般化を示した。
△ABCと外接円錐曲線Ω、そして点Pについて、AP,BP,CPとΩが再び交わる点をそれぞれA',B',C'とする。A',B',C'を通るBC,CA,ABの平行線とΩの第二交点をA",B",C"として、AA",BB",CC"は共点である。これをダオ共役（Dao conjugate）という。
Ωの中心XとPの重心座標をそれぞれx : y : z , p : q : r、としてPのダオ共役点は、{\displaystyle x(x-y-z)qr::}と表される。
Xが外心でΩが外接円ならば等角共役、
Xが幾何中心でΩがシュタイナー楕円ならば等長共役、XがX(1249)ならばpolar conjugateである。

## 関連
- 等長共役
- チェバ共役
- Centaral lines
- 三角形の心